# Rob Maas
Robertus Leonardus Adrianus „Rob“ Maas (* 17. Dezember 1969 in Eindhoven) ist ein ehemaliger niederländischer Fußballspieler und derzeitiger -trainer. Seit Juni 2021 ist er Co-Trainer unter Peter Bosz beim französischen Erstligisten Olympique Lyon. Vorher arbeitete Maas in selber Funktion beim deutschen Bundesligisten Bayer 04 Leverkusen.

## Karriere
Seine Fußballer-Laufbahn begann Rob Maas in seinem Heimatort Eindhoven beim VC Tuindorp und RPC Eindhoven, bevor er in der Jugend des Spitzenklubs PSV Eindhoven spielte.
Seinen ersten Profivertrag erhielt Maas beim Zweitligisten FC Eindhoven, wo er sich in seiner ersten Saison gleich einen Stammplatz erobern konnte und einen Treffer erzielte.
Für 1990/1991 unterzeichnete er wegen seiner starken Leistungen beim Erstligisten RKC Waalwijk. Auch dort etablierte sich Maas als Stammkraft. Nach drei Spielzeiten wechselte er 1993 zum Spitzenklub Feyenoord Rotterdam, bei dem er ebenfalls drei Spielzeiten verbrachte und sich auch hier einen Platz in der ersten Elf erarbeiten konnte.
1996 schließlich wurde er vom deutschen Bundesligisten Arminia Bielefeld unter Vertrag genommen. Während der zwei Jahre in der Bundesliga entwickelte sich Maas schnell auch hier zum Stammspieler. Anschließend wechselte er zu Hertha BSC, für die er von 1998 bis 2003 spielte. In seinen ersten beiden Jahren war er nur Ergänzungsspieler, bevor er 2001/2002 mehr Einsatzchancen erhielt. Doch durchsetzen konnte sich der Niederländer in letzter Konsequenz nicht, sodass er 2003 zum Zweitligisten MSV Duisburg wechselte. In Duisburg eroberte er sich wieder einen Platz als Stammkraft, bevor er 2004/2005 nur acht Mal für den MSV auflief.
2005 kehrte Maas dann in die Niederlande zu Heracles Almelo zurück. Probleme mit dem Coach verhinderten regelmäßigere Einsätze, und nach drei Spielzeiten kehrte zum RKC Waalwijk zurück. Nach Ende der Saison 2008/2009 trat Maas vom aktiven Fußball zurück und ist seitdem Assistenztrainer in Waalwijk.

## Erfolge
- Niederländischer Pokalsieger mit Feyenoord Rotterdam: 1994 und 1995
- Deutscher Ligapokalsieger mit Hertha BSC: 2001 und 2002